# GNU Affero General Public License
GNU Affero General Public License (AGPL) är en upphovsrättslicens för fri programvara, framtagen av Free Software Foundation. Licensen är baserad på GNU GPL med ett extra tillägg för servertjänster. Syftet är att täppa igen en lucka i GNU GPL som gör det möjligt att köra fria program via en servertjänst, utan att erbjuda användarna källkoden, eftersom koden rent tekniskt inte körs på användarnas hårdvara. Den som erbjuder en tjänst baserad på modifierad, AGPL-licenserad servermjukvara måste också distribuera källkoden till mjukvaran.
Version 1 av AGPL togs fram av Free Software Foundation (FSF) i samarbete med webbtjänstföretaget Affero. Den är baserad på version 2 av GNU GPL. När version 3 av GNU GPL kom publicerade FSF själva en ny version av AGPL, kallad GNU AGPL version 3.